# فيليب شارب
فيليب آلن شارب (بالإنجليزية: Phillip Allen Sharp) ـ (ولد في 6 يونيو 1944) هو عالم وراثة وبيولوجيا جزيئية ساهم في اكتشاف آلية الربط الجيني. تقاسم جائزة نوبل في الطب سنة 1993 مع ريتشارد روبرتس «لاكتشافهما أن الجينات في حقيقيات النوى ليست خيوطاً متصلة، بل تحتوي على إنترونات، وأن عملية ربط مرسال الحمض الريبي النووي (رنا) التي تتم لإزالة هذه الإنترونات قد تحدث بطرق مختلفة، مؤدية إلى تولد بروتينات مختلفة من نفس تتابع الدنا».
ولد شارب في مدينة فولماوث بولاية كنتاكي، ودرس بكلية الاتحاد (يونيون كوليدج) وتخصص في الكيمياء والرياضيات. حصل على درجة دكتوراه الفلسفة في علم الكيمياء من جامعة إلينوي في إربانا-تشامبين سنة 1969، وعمل في معهد كاليفورنيا للتكنولوجيا (كالتك) حتى سنة 1971، وهناك درس البلازميدات، ثم درس التعبير الجيني في الخلايا البشرية في مختبر كولد سبرينغ هاربور (بالإنجليزية: Cold Spring Harbor Laboratory) تحت إشراف جيمس واطسون.
وفي سنة 1974 عرض عليه عالم الأحياء (حامل جائزة نوبل في الطب لسنة 1969) سلفادور لوريا العمل في معهد ماساتشوستس للتقنية. كما عمل شارب مديراً لمركز أبحاث السرطان بالمعهد (لذي يسمى الآن «معهد كوخ لأبحاث السرطان التكاملية») بين عامي 1985 و1991، ورئيساً لقسم علم الأحياء بين عامي 1991 و1999، ومديراً لمعهد ماكغفرن لأبحاث المخ بين عامي 2000 و2004. وهو الآن أستاذ لعلم الأحياء، و«أستاذ معهد» منذ سنة 1999، وهو أيضاً عضو بمعهد كوخ، وشريك في تأسيس شركة بيوجن (بالإنجليزية: Biogen) وشركة ألنيلام للأدوية (بالإنجليزية: Alnylam Pharmaceuticals)، وشركة ماجن للعلوم الحيوية (بالإنجليزية: Magen Biosciences)، وهو عضو بمجالس إدارة جميع هذه الشركات الثلاث. كما أنه مستشار تحرير لموقع إكسكونومي العلمي، وعضو بمجلس المحافظين العلميين بمعهد سكريبس البحثي. كما أن شارب عضو بالمجلس الاستشاري لمهرجان العلوم والهندسة الأمريكي.

## الجوائز والتكريمات
إلى جانب تقاسمه جائزة نوبل في الطب لسنة 1993 مع البريطاني ريتشارد روبرتس، تقاسم أيضاً جائزة لويزا غروس هورويتز ـ التي تمنحها جامعة كولومبيا ـ مع توماس تشيك سنة 1988. وقد أطلقت مقاطعة بندلتون بولاية كنتاكي (مسقط رأس شارب) اسم شارب على المدرسة المتوسطة التي توجد بها. وفي أكتوبر 2010 شارك شارب في غداء احتفالي أقامه مهرجان الولايات المتحدة للعلم والهندسة شارك فيه طلبة من المدارس المتوسطة والثانوية وتحاوروا فيه مع العلماء الحاصلين على جائزة نوبل.

## أسرته
تزوج شارب من آن هولكومب سنة 1964، وله منها ثلاث بنات.

## روابط خارجية
- فيليب شارب على موقع الموسوعة البريطانية (الإنجليزية)
- فيليب شارب على موقع مونزينجر (الألمانية)
- فيليب شارب على موقع إن إن دي بي (الإنجليزية)